# Symeon der Neue Theologe

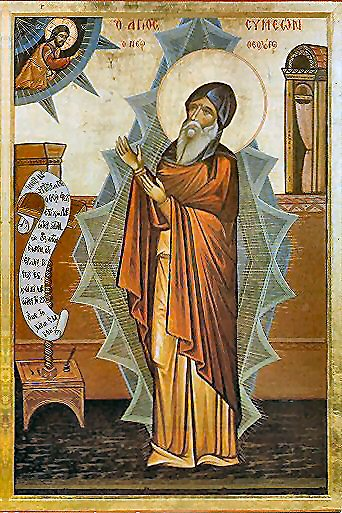
Symeon der Neue Theologe

Symeon der Neue Theologe (griechisch Συμεὼν ὁ Νέος Θεολόγος, auch Symeon der Jüngere oder Symeon der Theologe; * Ende 949 in Galatien; † 12. März 1022 in Kleinasien) war ein byzantinischer Kirchenlehrer, Mystiker und Dichter. Er wird als Heiliger verehrt.

## Leben
Symeon stammte wahrscheinlich aus Galatea in Paphlagonien am Schwarzen Meer. Er kam 960 nach Konstantinopel, wo er von seinem Onkel Basilios in den Dienst bei Hofe eingeführt wurde. 977 trat er als Novize in das dortige Studionkloster ein. Bei Simeon dem Älteren erlernte er das Jesusgebet, das sein ganzes geistliches Leben prägte. Kein Jahr später wechselte er zum benachbarten Kloster des Hl. Mamas, wo er im Jahr 980 zum Priester geweiht wurde und von 980 bis 998 dessen Abt wurde. Simeon wurde wegen seiner strengen Lebensweise und theologischen Aussagen von seinen Mitbrüdern angefeindet und musste nach einer Revolte im Jahr 1005 sein Amt niederlegen. Daraufhin lebte er als Einsiedler in der Nähe des Klosters.
Nach Symeons Angaben sah er seit etwa 970 das sogenannte Taborlicht. Er führte diese Schau, die grundsätzlich jedem möglich sei, unmittelbar auf die Gnade Gottes zurück. Dadurch unterschied er sich von späteren Vertretern des Hesychasmus, die als Hilfsmittel zur Förderung der Konzentration spezielle Techniken einsetzten. Seine Visionen schrieb er in 58 Hymnen nieder.

## Werk und Bedeutung
Symeon der Neue Theologe gilt als bedeutender spiritueller Lehrer der orthodoxen Kirche. Er ist bislang erst der Dritte, nach dem Evangelisten Johannes und Gregor von Nazianz, der den Beinamen „der Theologe“ erhielt. Von ihm sind 34 Katechesen und 225 Aphorismen erhalten. Bekannte Werke sind seine Katechesen und divini amores.

## Liturgisches Gedenken
Symeon der Neue Theologe gilt sowohl in der katholischen Kirche als auch in der Orthodoxie als Heiliger. Sein Gedenktag ist in der römisch-katholischen Liturgie wie in der Orthodoxie der 12. März. Er ist jedoch im katholischen Bereich wenig bekannt und wird daher auch kaum verehrt. In den orthodoxen Kirchen ist Symeon der Neue Theologe dagegen ein sehr bekannter Heiliger.

## Schriften (Auswahl)
- Licht vom Licht. Hymnen. Deutsch von Kilian Kirchhoff. 2. Auflage. Kösel, München 1951.
- Hymnen (= Supplementa Byzantina. Bd. 3). Prolegomena, kritischer Text, Indices besorgt von Athanasios Kambylis. De Gruyter, Berlin u. a. 1976, ISBN 3-11-004888-4 (zugleich: Hamburg, Universität, Habilitationsschrift, 1969).
- Aus den Liebesgesängen an Gott (= Druck der Edition Tiessen. 55). Übertragung von Martin Buber. Edition Tiessen, Neu-Isenburg 1988, ISBN 3-920947-84-3.
- Lichtvisionen. Hymnen über die mystische Schau des göttlichen Lichtes (= Literatur – Medien – Religion. Bd. 18). Aus dem Griechischen übertragen von Lothar Heiser. Lit, Berlin u. a. 2006, ISBN 3-8258-9286-7.